# Gnadenkirche (Militsch)

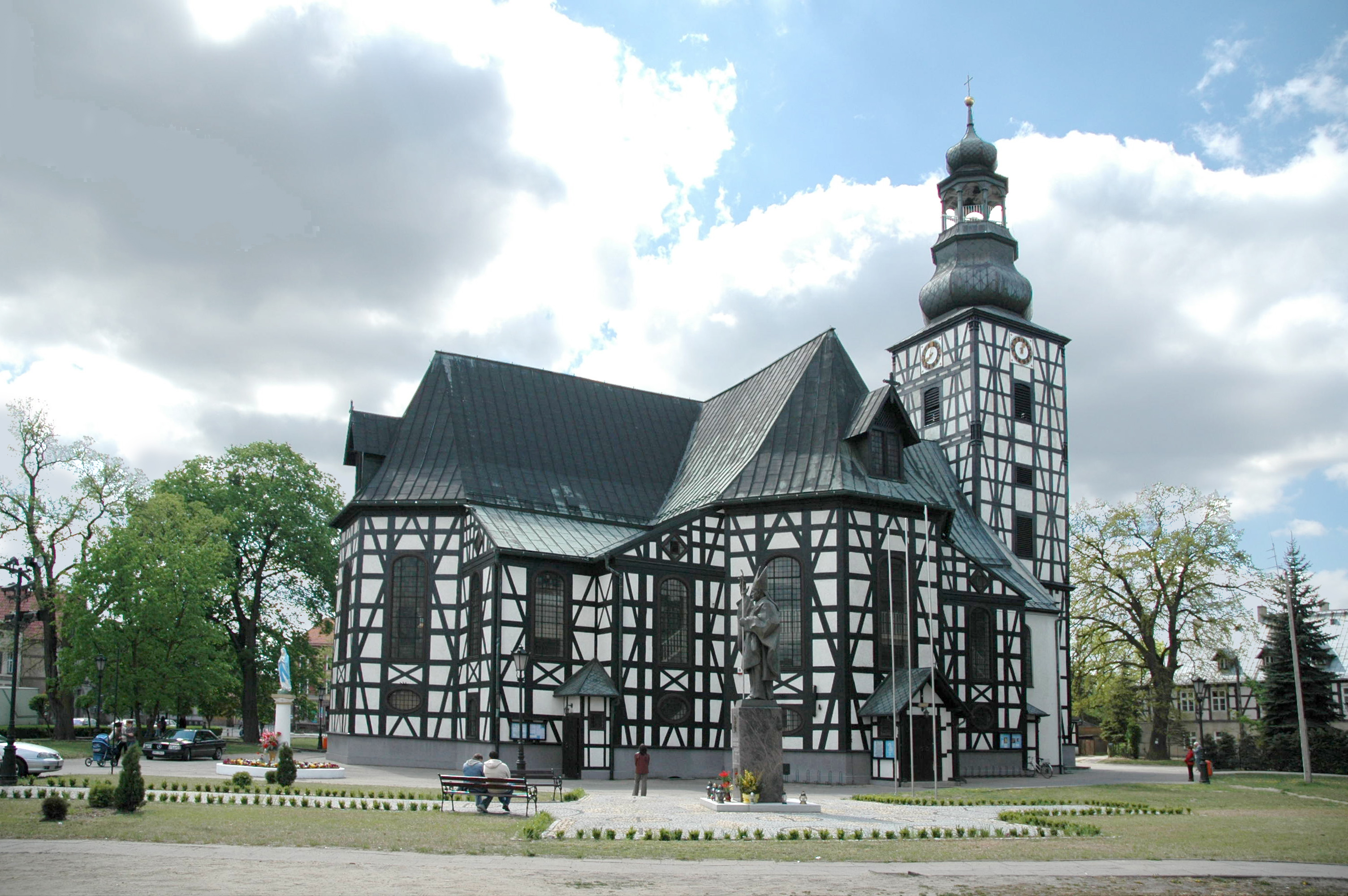
Gnadenkirche in Milicz

Die Gnadenkirche zum Heiligen Kreuz in Militsch (polnisch Milicz, Powiat Milicki, Woiwodschaft Niederschlesien) entstand als eine der sechs Schlesischen Gnadenkirchen, der in Folge der Altranstädter Konvention errichteten protestantischen Kirchengebäude in Schlesien.

## Geschichte

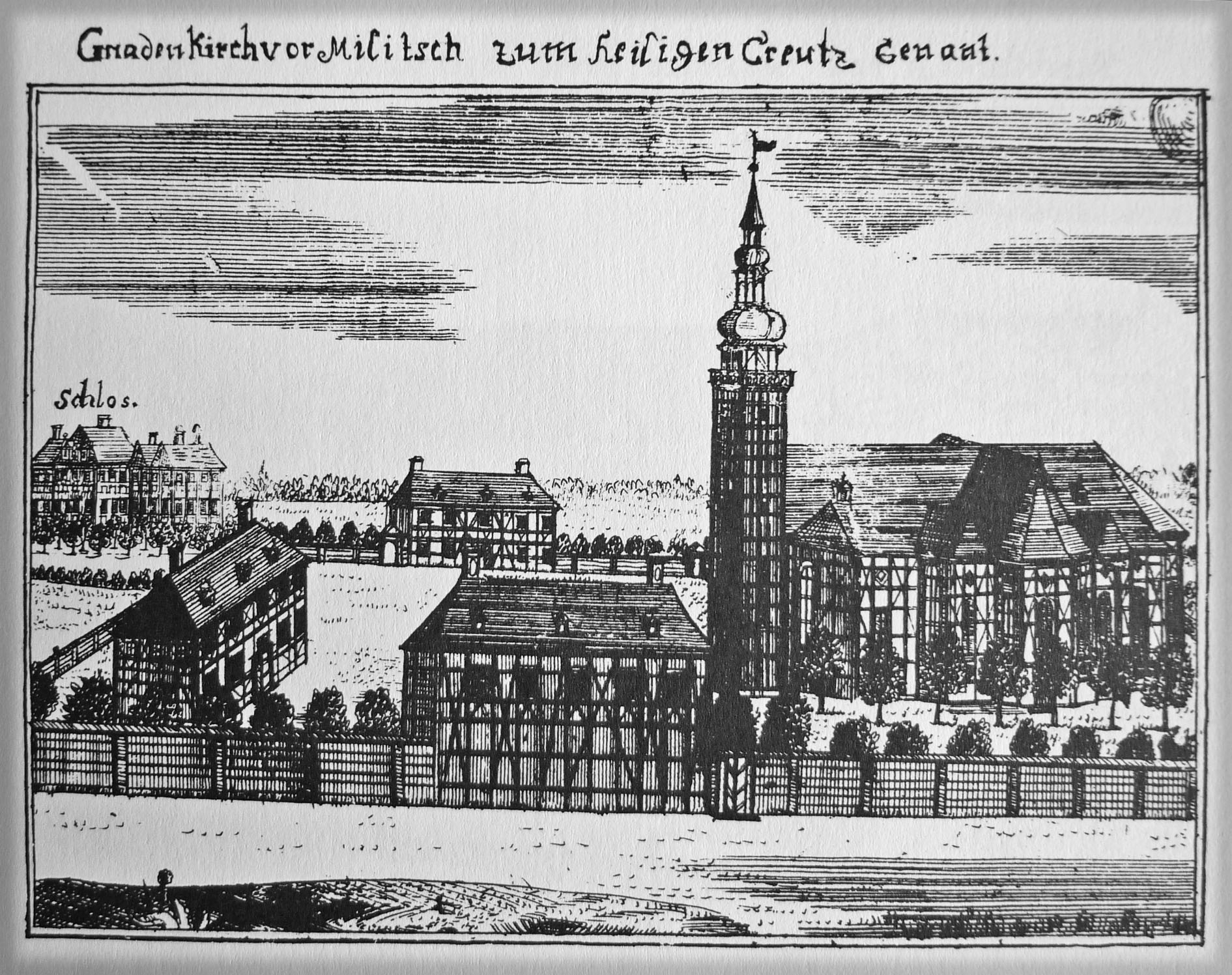
Darstellung der Kirche um 1750

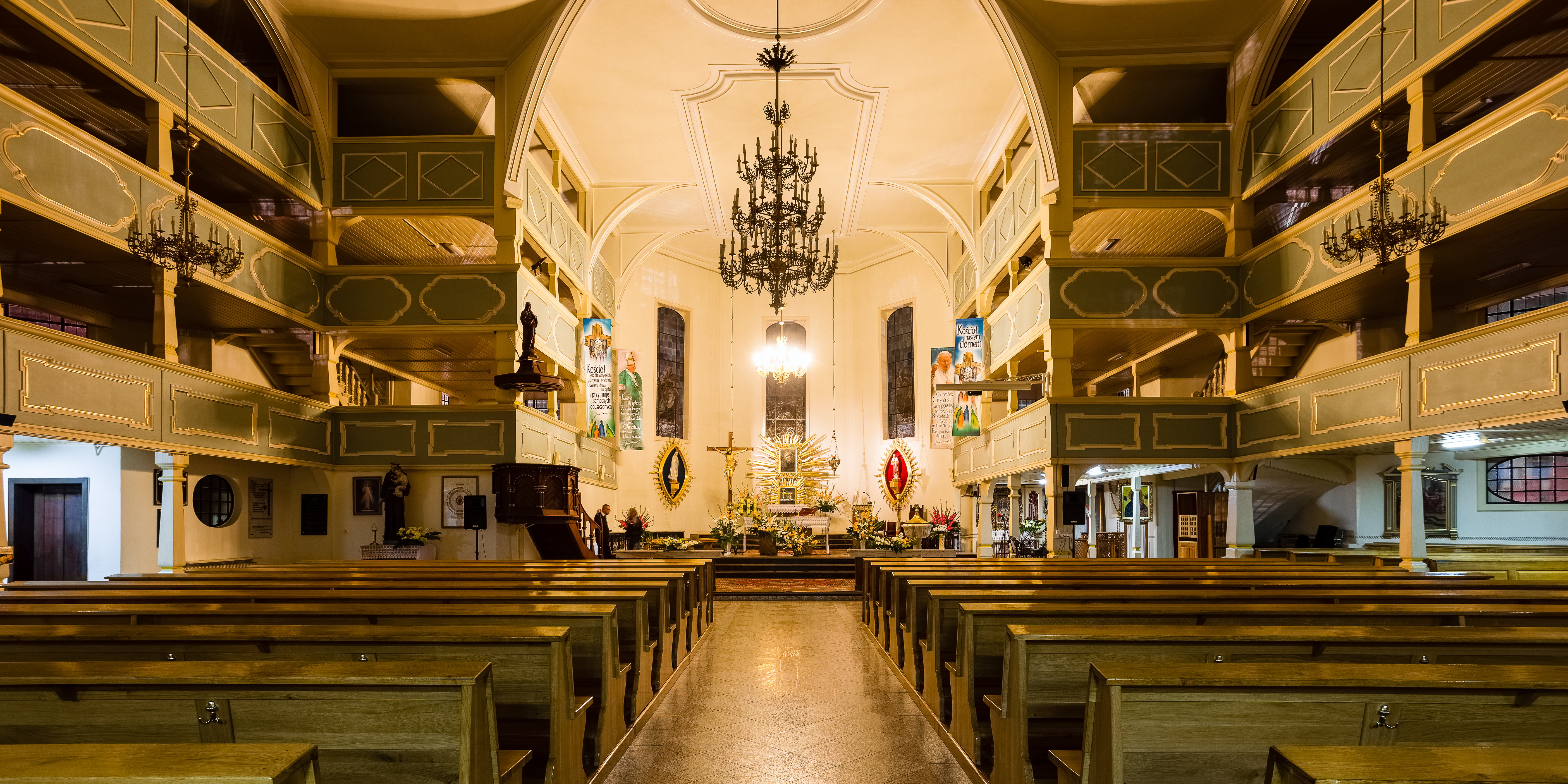
Blick ins Innere der Kirche

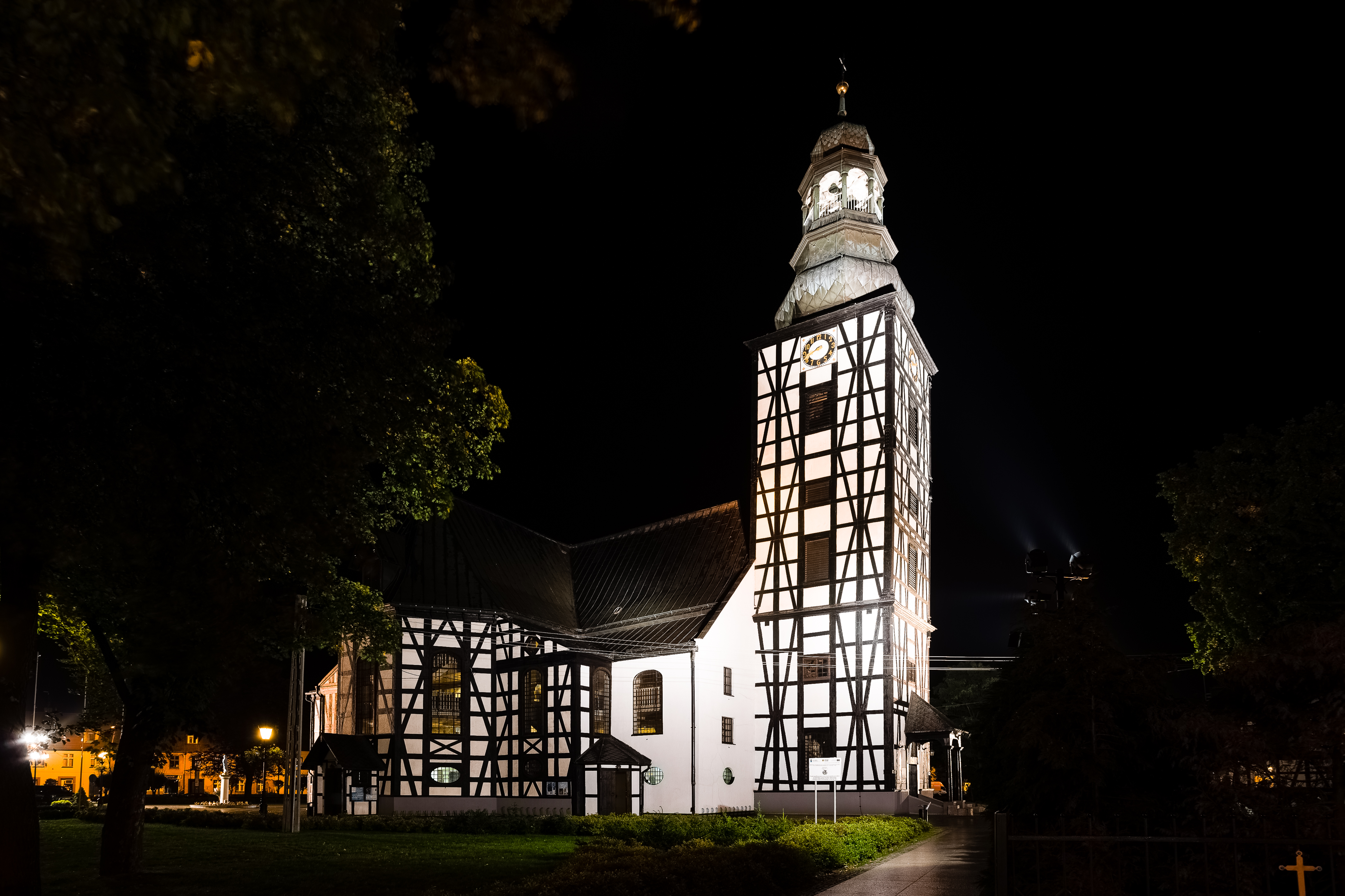
Das Kirchengebäude bei Nacht

Die Fachwerkkirche wurde 1709 bis 1714 von Gottfried Hoffman aus Oels mit Unterstützung der Familie Maltzahn errichtet.
Neben dem Kirchengebäude mit drei Emporenstockwerken befindet sich ein Glockenturm mit drei Anfang des 20. Jahrhunderts von der Familie Maltzahn gestifteten Glocken. 1789 wurde dessen Höhe wegen Einsturzgefahr um 10 Meter reduziert.
Nach 1945 übernahm die katholische Kirche das Kirchengebäude, seit 1994 dient sie als Pfarrkirche zum Hl. Andreas Bobola. 1955 kamen der bronzene Kronleuchter, die Kanzel und das barocke Taufbecken nach Posen in den Posener Dom.
Landeshauptmann Maximilian Ernst von Salisch und Stiebendorf (* 1648, † 1719) war Obervorsteher der Gnadenkirche. Im Jahre 1711 stiftete er die Gipsdecke, die den Kirchenraum gegen den Kirchboden hin abschließt, und ließ das Chor verfertigen. Diese Gipsdecke weist über der Apsis eine Inschrift auf. Er stiftete 1718 auch die erste Orgel, die mit seinem Wappen versehen war, vorher hatte man sich mit einem Positiv, einer transportierbaren Orgel, beholfen. Rechts und links vom Altar befanden sich in den Wänden eingelassene Epitaphien. Rechts vom Haupteingang aus gesehen als erstes das von Landrat Christoph Siegismund von Lüttwitz, daneben Ritter Karl Heinrich von Stiebitz, M. Samuel Seeliger und Samuel Thymners, weiter links das marmorne Epitaphium des Stifters der Orgel und der Decke, Maximilian Ernst von Salisch und Stiebendorf. Die Sauer-Orgel mit 33 Registern wurde 1887 eingebaut, am 3. Dezember 1887 fertiggestellt und durch den Hoforgelbaumeister Sauer vorgespielt. Die Einweihung der Orgel wurde am Sonntag, den 4. Dezember 1887 bei Beginn des Amtsgottesdienstes vollzogen. Die neue Orgel war durch ein Darlehen der Provinzial-Hilfskasse von 12.000 Mark von der Firma Sauer beschafft worden. Die Orgel befindet sich noch heute in der Gnadenkirche.
Die Kirche wurde am 25. Februar 1966 unter der Nummer A/1326/1542 in das Verzeichnis der Baudenkmäler der Woiwodschaft Niederschlesien eingetragen.